# 北海道道279号江部乙雨竜線

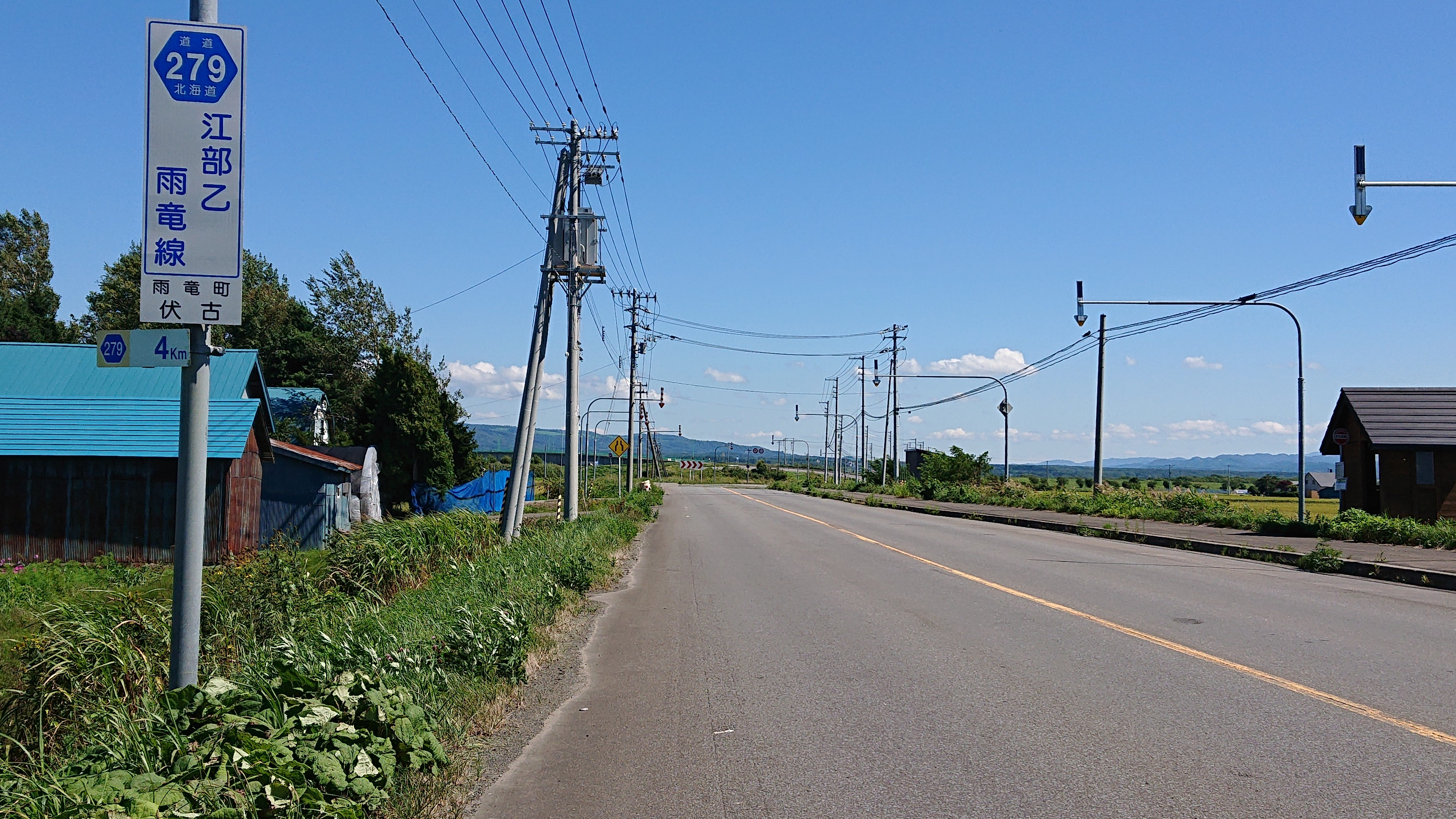
北海道道279号江部乙雨竜線（雨竜町伏古）

北海道道279号江部乙雨竜線（ほっかいどうどう279ごう えべおつうりゅうせん）は、北海道滝川市江部乙と雨竜郡雨竜町雨竜市街を結ぶ一般道道（北海道道）である。

## 概要

### 路線データ
- 起点：北海道滝川市江部乙町693番（国道12号交点）
- 終点：北海道雨竜郡雨竜町6区（国道275号・北海道道432号暑寒別雨竜停車場線交点）
- 路線延長：4.7km（総延長）

## 歴史
- 1957年（昭和32年）7月25日 - 226号として路線認定[1]。
- 1994年（平成6年）10月1日 - 路線番号を279号に変更[2]。
- 2005年（平成17年）4月1日 - ルート変更[3]。

この路線の前身は、1922年（大正11年）7月21日に認定された準地方費道92号岩見沢雨竜線の一部である。

## 路線状況

### 道路施設
主な橋梁
- 江部乙跨線橋[4]（JR北海道 函館本線）＝滝川市江部乙
- 江竜橋（石狩川・雨竜川。橋の南方で合流する。）＝滝川市江部乙町 - 雨竜郡雨竜町伏古

※架け替えられ旧江竜橋は撤去されている。

## 地理
沿道は水田が広がっている。

### 通過する自治体
- 空知総合振興局
  - 滝川市
  - 雨竜郡雨竜町

### 交差する道路
滝川市
- 国道12号 - 江部乙町693番（起点）

雨竜町
- 国道275号 - 6区（終点）
- 北海道道432号暑寒別雨竜停車場線 - 6区（終点）

### 沿線にある施設など
滝川市
- 滝川地区広域消防事務組合滝川消防署江竜支署 - 江部乙町514-11